# Viktória Mohácsi
Viktória Mohácsi (* 1. April 1975 in Berettyóújfalu) ist eine ehemalige ungarische Politikerin. Sie gehört der Minderheit der Roma an. In den Jahren 2004 bis 2009 war sie Mitglied des Europäischen Parlaments für den Bund Freier Demokraten (Ungarn), als Teil der Europäischen Liberalen, Demokratischen und Reformpartei. Sie war mit Lívia Járóka, ebenfalls Romni-Politikerin aus Ungarn, eine der wenigen Abgeordneten der Minderheit. Mohácsi studierte von 1997 bis 2002 an der Universität von Szeged an der Fakultät für Geisteswissenschaften. In Jahren 2004 bis 2009 gehörte Mohácsi dem Europäischen Parlament an, nachdem sie für ihren Parteikollegen Gábor Demszky dorthin nachgerückt war. Anfang 2012 wanderte Mohácsi nach Kanada aus.

## Ehemalige Posten als MdEP
- Mitglied im Ausschuss für bürgerliche Freiheiten, Justiz und Inneres
- Mitglied in der Delegation in den Parlamentarischen Kooperationsausschüssen EU-Kasachstan, EU-Kirgistan und EU-Usbekistan sowie für die Beziehungen zu Tadschikistan, Turkmenistan und der Mongolei
- Stellvertreterin im Ausschuss für Beschäftigung und soziale Angelegenheiten
- Stellvertreterin im Ausschuss für Kultur und Bildung

## Schriften
- Discriminatory treatment of Roma children in education : what can be done about it? : background paper. Geneva : Office of the UN High Commissioner for Human Rights, 31 July 2003.
- Government Initiatives : Hungary's School Integration Program, in: Edwin Rekosh, Maxine Sleeper (Hrsg.): Separate and unequal : combating discrimination against Roma in education : a source book. Budapest : Public Interest Law Initiative/Columbia University Budapest Law Center, 2004 ISBN 9632163214, S. 239–254